# Arthur C. Clarke
Sir Arthur Charles Clarke (Minehead, Somerset, 1917. december 16. – Srí Lanka, 2008. március 19.) angol író, mérnök.

## Élete
Minehead városában (Somerset, Anglia) született, s már gyermekként rajongott a fantasztikus történetekért. Általános és középiskoláit elvégezve 1936-ban Londonba költözött, ahol közhivatalnokként helyezkedett el. Már egészen korán, az iskolaújságokban publikálni kezdett, a legkülönbözőbb környezetekben játszódó kalandos történeteket írt. Hamarosan felfedezte a science fiction világát, s nemsokára sci-fi rajongói klubok magazinjaiban kezdett publikálni. Bemutatkozó írása, az Utazzon dróton! a teleportáció – tárgyak és emberek rádióhullámok formájában való utaztatása távoli helyekre – lehetségességét boncolgatta szatirikus hangvételben.
A második világháború idején Clarke a brit légierő kötelékében szolgált, egy új találmány, a radar kezelésére oktatta a katonákat. Leszerelését követően egyetemi tanulmányokba kezdett, tudományos fokozatokat szerezve fizikából és matematikából, amely témából 1945-ben doktorált. Tagja, majd elnöke lett a Brit Bolygóközi Társaságnak, amely úttörő szerepet játszott nemcsak Nagy-Britanniában, de az egész világon az űrkutatás és az űrhajózás népszerűsítésében.

## Clarke-pálya
Clarke volt az, aki 1945-ben felvázolta a geostacionárius pálya alkalmazását a távközlésben: az Egyenlítő fölött, harminchatezer kilométeres magasságban pályára állított három, a Földdel szinkronban keringő műholddal megoldható a vezeték nélküli kommunikáció a bolygón. A háború után jelent meg híres cikke: "Extra-Terrestrial Relays – Can Rocket Stations Give Worldwide Radio Coverage?” címmel, a brit Wireless World folyóiratban. 1954-ben javasolta az USA meteorológiai hivatalának, hogy használjanak műholdakat az időjárás előrejelzéséhez.
Huszonöt évvel később elképzelése megvalósult, azóta műholdakkal biztosítják a tengerhajózás, a légi közlekedés navigációját, telefonok, internet, személyhívók, tv-műsorszórás globális működését. Hosszú éveken át együtt dolgozott amerikai kutatókkal és mérnökökkel műholdak és földi állomások kiépítésén.
A geostacionárius pályát az Nemzetközi Csillagászati Unió róla nevezte el Clarke-pályának.
Kutatta a Nagy-korallzátony víz alatti világát is. Kései ötlete volt a rakétáknál lényegesen olcsóbb űrlift.
Élete során számos elismerést kapott: Marconi ösztöndíjat, Franklin Institute aranyérmet, Lindbergh díjat, majd 1998-ban lovagi címet II. Erzsébet angol királynőtől.

## A sci-fi-író

2005-ben, Srí Lanka-i otthonában

Tanulmányai elvégzése után mutatkozott be mint profi író: 1946-ban az Astounding Science Fiction című amerikai lap megvette közlésre Kibúvó című novelláját. Ez az emberi faj fejlődését aggódó szemekkel figyelő idegenek üzenetváltásából áll, a végén egy meglepő csavarral. A humoros csattanó írói eszközét a későbbiekben is előszeretettel alkalmazta „egyperceseiben”.
Az 1950-es évek elején megjelent első regényei (Prelude to Space, A Mars titka, Szigetek az égben) azonban ebből a humorból semmit nem mutattak, alig nevezhetők többnek áttetsző irodalmi köntösbe bújtatott ismeretterjesztésnél. Annak azonban rendkívül érdekesek. Az első egy kétlépcsős űrhajó megépítéséről szól, amellyel az ember végre eléri a Holdat.
A visszatérő egység egy vitorlázva leszálló űrrepülőgépet vizionál. A második (e korai művek közül az egyetlen, amely magyarul megjelent A Mars titka címmel) a vörös bolygó meghódításáról szól, melynek során növényi és állati életet is felfedeznek, és a Phobos begyújtásával tervezik fölmelegíteni az égitestet, hogy alkalmassá váljon a tömeges kolonizációra. A harmadik egy vetélkedőn űrutazást nyert fiút kísér el egy Föld körül keringő űrállomásra, amely két másik hasonló szerkezettel együtt geostacionárius pályán kering, többek közt telekommunikációs célokat szolgálva.
Az 1948-ban írt, majd 1951-ben publikált Az őrszem című elbeszélésben a Holdon idegen eredetű tárgyat találnak. Ez másfél évtizeddel később csírájául szolgált a Stanley Kubrickkel közösen kidolgozott 2001. Űrodisszeiának, amely mérföldkővé vált úgy a science fiction irodalom, mind a science fiction film történetében. Clarke életművében ezzel a novellával jelentkezett először az a metafizikai vonulat, mely az emberiség jövőjében az istenképet nagy hatalmú idegen lényekkel helyettesíti. Kitűnő példa erre az 1953-ban megjelent A gyermekkor vége című regény. Ebben segítő szándékú földönkívüliek érkeznek bolygónkra, de jobbító terveiket kis híján meghiúsítja, hogy külsőre az emberi hiedelemvilág ördögeire emlékeztetnek. Mindenképpen itt említendő még két világhírű novella, az Isten kilencmilliárd neve (Megjelent a Riadó a Naprendszerben című kötetben), illetve A csillag. Az előbbi tibeti szerzetesekről szól, akik egy szuperszámítógép segítségével akarják leírni a Mindenható valamennyi nevét, mert az drámai változásokat hozna el az Univerzumban, utóbbi pedig egy expedíció küldésének története egy felrobbant szupernóva maradványaihoz, amely hatással volt a Földre. Mindkét elbeszélés elnyerte a téma legrangosabbnak számító angolszász díját, a Hugót.
Miután az 1960-as évek nagy részét ismeretterjesztő könyvek írásával töltötte, majd a 2001. Űrodisszeia sikere visszavonzotta Clarke-ot a sci-fihez. Ez egyben máig a legismertebb műve. Az Űrodisszeia film ötlete már 1964-ben felmerült Stanley Kubrickben. Ötletével felkereste Clarke-ot, majd hamarosan elkezdték közösen írni a film forgatókönyvét. Emellett Clarke párhuzamosan a regényt is írta. A filmet 1968-ban mutatták be, az akkori közönség azonban értetlenül állt a film előtt, néhány héten belül kikerült a mozikból. Azóta azonban kultuszfilm lett. A regény csak néhány hónappal a filmbemutató után jelent meg.
Az ekkor már világhírű szerző következő regénye, a Randevú a Rámával nemcsak bestseller lett megjelenése évében, 1973-ban, de a kritikusok is elismerték értékeit: több mint fél tucat nemzetközi díjat söpört be szerte a világon. Ez az ambiciózus történet egy óriási, idegen űrhajó felfedezéséről szól, ami az emberiséggel mit sem törődve halad át a Naprendszeren, olyan küldetést teljesítve, mely alapjaiban rengeti meg a Föld népeinek vallási és természettudományos világképét.
Az 1975-ös Birodalmi Föld újabb forradalmi újításokat hozott Clarke prózájában, ezúttal társadalmi kommentárok formájában. Teljes egyenjogúságot hirdet faji hovatartozástól és nemi orientációtól függetlenül, de figyelmeztet a klónozás etikai veszélyeire is.
Az 1979-ben megjelent Az éden szökőkútjai az űrlift tudományos elméletét propagálta, amely olcsóbb alternatívával válthatná ki a pazarló rakétás űrutazást. A könyv végére megépül egy gigantikus űrállomás is, ami valóságos gyűrűként öleli körül a Földet, egész bolygónyi embernek szolgáltatva új otthont. Rajongói nagy döbbenetére Clarke bejelentette, hogy ez az utolsó regénye, de ezt az ígéretét nem tartotta be.
Az 1980-as évek elejének eredményei az űrkutatás terén arra sarkallták, hogy újragondolja és folytassa a „2001” történetét. A 2010. Második űrodisszeia is megfilmesítésre került, majd idővel két további kötet is napvilágot látott, cselekményét 2061-be, illetve 3001-be helyezve.
A szerző egészségi állapota azonban romlani kezdett. Egy ifjúkori fertőzés szövődményeként fokozatos izomsorvadással járó súlyos idegrendszeri betegség alakult ki nála, amely idővel tolószékbe kényszerítette, és jelentősen rontotta munkabírását is. 1956-tól kezdve egyre több idejét töltötte a második otthonának tekintett Ceylon szigetén (ma Srí Lanka), és a diagnózist követően mindinkább visszavonult ide a világtól. Írói ötletei korántsem apadtak el, azonban kidolgozásukra már nem maradt energiája. Ennek tulajdonítható, hogy 1988-tól kezdve csaknem minden könyvéhez társszerzők segítségét vette igénybe.
Mindig a megbékélés ügyét propagálta hányatott sorsú választott hazájában, amiért 1994-ben még Nobel-békedíjra is felterjesztették. Később pedig egy rendkívül csúnya, ám végül teljességgel alaptalannak bizonyuló pedofília-vád hercehurcáit követően 2000-ben az angol királynő lovaggá ütötte.
Kezdetben a NASA mérnökével, Gentry Lee-vel dolgozott együtt, így született meg a Randevú a Rámával három folytatása, valamint a magyarul is olvasható Bölcső. Az ezredfordulón sikerült végre azt az ideális kollégát megtalálnia, aki maximálisan osztotta világnézetét és a tudomány iránti elkötelezettségét, Stephen Baxter személyében. Ez a már saját jogán is világhírű angol sci-fi-író megtiszteltetésnek vette az idős mester felkérését, együttműködésük négy kötetet eredményezett, köztük az Űrodisszeiákra reflektáló Időodisszeia-trilógiát (Az Idő Szeme, Napvihar, Elsőszülöttek).
Nevét viseli az Arthur C. Clarke Foundation, az Arthur C. Clarke-díj, valamint a 4923 Clarke kisbolygó.

## Művei

### Sci-fi
- 1951. Prelude to Space
- 1951. The Sands of Mars – A Mars titka (Budapest, 1957, 2011)
- 1952. Islands in the Sky – Szigetek az égben (Budapest, 2010)
- 1953. Against the Fall of Night
- 1953. Childhood's End – A gyermekkor vége (Budapest, 1990; 2008 bővített kiadás)
- 1953. Expedition to Earth
- 1955. Earthlight – Földfény (Budapest, 1992, 2013)
- 1955. The Star – A csillag (novella) (Galaktika 75.)
- 1956. Reach for Tomorrow
- 1956. The City and the Stars – A város és a csillagok (Budapest, 1979, 2008)
- 1957. Tales from the White Hart
- 1957. The Deep Range – Mélység (Budapest, 1994, 2010)
- 1958. The Other Side of the Sky
- 1959. Across the Sea of Stars
- 1961. A Fall of Moondust – Holdrengés (Budapest, 1973)
- 1962. From the Ocean, From the Stars
- 1962. Tales of Ten Worlds
- 1963. Dolphin Island – Delfinek szigete (Budapest, 1980)
- 1965. Prelude to Mars
- 1967. The Nine Billion Names of God – Isten kilencmilliárd neve (antológia)
- 1968. 2001: A Space Odyssey – 2001. Űrodisszeia (Budapest, 1973, 1994)
- 1968. The Lion of Comarre & Against the Fall of Night – Komarra oroszlánja / Mielőtt leszáll az éj (két kisregény)
- 1972. Of Time and Stars
- 1972. The Wind from the Sun
- 1973. Rendezvous with Rama – Randevú a Rámával (Budapest, 1981, 2004)
- 1975. Imperial Earth – Birodalmi Föld (Budapest, 1992)
- 1979. The Fountains of Paradise – Az éden szökőkútjai (Budapest, 1993)
- 1982. 2010: Odyssey Two – 2010. Második űrodisszeia (Budapest, 1985)
- 1983. The Sentinel – Az őrszem (Budapest, 1995) (antológia)
- 1986. The Songs of Distant Earth – A távoli Föld dalai (Budapest, 1990)
- 1988. 2061: Odyssey Three – 2061. Harmadik űrodisszeia (Budapest, 1990)
- 1988. A Meeting With Medusa – Találkozás a Medúzával
- 1988. –Gentry Lee Cradle – Bölcső (Budapest, 1993 – rövidített kiadás, 2012 – teljes kiadás)
- 1989. –Gentry Lee Ráma II (Szukits, 2010)
- 1990. –Gregory Benford Beyond the Fall of Night
- 1990. Tales From Planet Earth – Mesék a Földről (Budapest, 1996) (antológia)
- 1990. The Ghost from the Grand Banks – A Nagy Zátonyok kísértete (Budapest, 1995)
- 1991. More Than One Universe
- 1991. –Gentry Lee The Garden of Rama – A Ráma kertje (Szeged, 2013)
- 1993. –Gentry Lee Rama Revealed
- 1993. The Hammer of God – Isten pörölye (Budapest, 1993.)
- 1996. –Mike McQuay Richter 10
- 1997. 3001: The Final Odyssey – 3001. Végső űrodisszeia (Bp., 1999)
- 1999. –Michael P. Kube-McDowell The Trigger – Tűzszünet (Bp., 2014 – két kötetre bontva)
- 2000. –Stephen Baxter The Light of Other Days – Régmúlt napok fénye (Budapest, 2011)
- 2004. –Stephen Baxter Time's Eye – Az idő szeme (Budapest, 2006)
- 2005. –Stephen Baxter Sunstorm – Napvihar (Budapest, 2007)
- 2007. –Stephen Baxter Firstborn – Elsőszülöttek (Budapest, 2009)
- 2008. –Frederik Pohl The Last Theorem – Végső bizonyítás (Budapest, 2010)

### Egyéb
- 1962. Profiles of the Future – A jövő körvonalai (Bp., 1968, 1969)
- 1963. Glide Path
- 1972. The Lost Worlds of 2001 – 2001 elveszett világai (Bp., 2004)
- 1984. Ascent to Orbit
- 1988. Astounding Days

Clarke novellái közül számos magyar fordításban is megjelent az Univerzum és a Galaktika számaiban.

### Film
- 1964–1968: 2001: A Space Odyssey – 2001: Űrodüsszeia
- 1980–1984: 2010: The Year We Make Contact – 2010. A kapcsolat éve
- 2000: Rendezvous with Rama

## Magyarul

### 1989-ig
- A Mars titka; ford. Pethő Tibor; Bibliotheca, Bp., 1957 (Színes regények)
- A jövő körvonalai. Hol kezdődik a lehetetlen?; ford. Árkos Ilona; Gondolat, Bp., 1968
- Holdrengés. Regény. / Út a tengerhez / Éden előtt / Bele az üstökösbe. Elbeszélések; ford. Szentmihályi Szabó Péter, utószó Kuczka Péter; Kossuth, Bp., 1973
- 2001. Űrodisszeia. Tudományos fantasztikus regény; ford. Göncz Árpád, életrajz Kuczka Péter, utószó Kulin György; Egyetemi Ny., Bp., 1973 (Kozmosz fantasztikus könyvek)
- A város és a csillagok. Tudományos-fantasztikus regény; ford. Vámosi Pál, tan. Kuczka Péter; Kozmosz Könyvek, Bp., 1979 (Kozmosz fantasztikus könyvek)
- Delfinek szigete; ford. Törék Margit; Móra, Bp., 1980 (Delfin könyvek)
- Randevú a Rámával. Tudományos fantasztikus regény; ford. F. Nagy Piroska, utószó Kuczka Péter; Kozmosz Könyvek, Bp., 1981 (Kozmosz fantasztikus könyvek)
- 2010. Második űrodisszeia. Tudományos fantasztikus könyvek; ford. F. Nagy Piroska; Kozmosz Könyvek, Bp., 1985 (Kozmosz fantasztikus könyvek)

### 1990–
- A távoli Föld dalai; ford. Bulath Éva; Rege, Bp., 1990
- A gyermekkor vége; ford. F. Nagy Piroska; Móra, Bp., 1990 (A sci-fi mesterei)
- 2061. Harmadik Űrodisszeia; ford. F. Nagy Piroska; Móra, Bp., 1990 (Galaktika fantasztikus könyvek)
- Birodalmi föld; ford. Baranyi Gyula; Móra, Bp., 1992
- Földfény; ford. Füssi-Nagy Géza; Cédrus, Bp., 1992
- Arthur C. Clarke–Gentry Lee: Bölcső; ford. Németh Attila; Cédrus, Bp., 1993
- Az éden szökőkútjai; ford. Szamay Ilona; Totem, Bp., 1993
- Mélység; ford. Kapronczi Orsolya; Lap-ics, Debrecen, 1994
- A nagy zátonyok kísértete. 2010: a Titanic kiemelése; ford. Somogyi Pál László; Európa, Bp., 1995
- Az őrszem; ford. Greguss Ferenc; Magyar Könyvklub, Bp., 1995
- Mesék a Földről; ford. Vajda Gábor; Magyar Könyvklub, Bp., 1996
- Isten pörölye; ford. Török Attila; Szukits, Szeged, 1996 (Fantasztikus remekművek)
- 3001. Végső Űrodisszeia; ford. Németh Attila; N&N, Bp., 1999 (Möbius)
- Arthur C. Clarke teljes űrodisszeia univerzuma; ford. Göncz Árpád, F. Nagy Piroska, Németh Attila; Szukits, Szeged, 2001
- Arthur C. Clarke–Stephen Baxter: Időodisszeia; ford. Gálvölgyi Judit; Metropolis Media, Bp., 2006-2007 (Galaktika fantasztikus könyvek)
  - Az idő szeme; 2006
  - Napvihar; 2007
- A város és a csillagok; ford. Vámosi Pál, elő- és utószford. Németh Attila; Metropolis Media, Bp., 2008 (Galaktika fantasztikus könyvek)
- A gyermekkor vége; ford. F. Nagy Piroska, fordkieg. Németh Attila; 2. jav., bőv. kiad; Metropolis Media, Bp., 2008 (Galaktika fantasztikus könyvek)
- Arthur C. Clarke–Stephen Baxter: Elsőszülöttek. Időodisszeia harmadik könyv; ford. Sarkadi Zsuzsanna, Németh Attila; Metropolis Media, Bp., 2009 (Galaktika fantasztikus könyvek)
- Szigetek az égben; ford. Kolonics Gabriella; Metropolis Media, Bp., 2010 (Galaktika fantasztikus könyvek)
- Arthur C. Clarke–Gentry Lee: Ráma II.; ford. Béresi Csilla; Szukits, Szeged, 2010
- Arthur C. Clarke–Frederik Pohl: Végső bizonyítás; ford. J. Magyar Nelly; Metropolis Media, Bp., 2010 (Galaktika fantasztikus könyvek)
- Arthur C. Clarke–Stephen Baxter: Régmúlt napok fénye; ford. J. Magyar Nelly; Metropolis Media, Bp., 2011 (Galaktika fantasztikus könyvek)
- Arthur C. Clarke–Michael Kube-McDowell: Tűzszünet, 1-2.; ford. Sohár Anikó; Metropolis Media, Bp., 2014
- 2001 elveszett világai; ford. F. Nagy Piroska; Metropolis Media, Bp., 2015 (Galaktika fantasztikus könyvek)
- 2061. Harmadik űrodisszeia; ford. F. Nagy Piroska, átdolg. Németh Attila; jav., átdolg. kiad.; Metropolis Media, Bp., 2019 (GFK)